# فرانسیسکو والدس
فرانسیسکو والدس (اسپانیایی: Francisco Valdés‎; ۱۹ مارس ۱۹۴۳ – ۱۰ اوت ۲۰۰۹) بازیکن و مربی فوتبال اهل شیلی بود.

## باشگاهی
از باشگاه‌هایی که در آن بازی کرده‌است می‌توان به باشگاه فوتبال کولو-کولو اشاره کرد.

## تیم ملی
وی همچنین در تیم ملی فوتبال شیلی بازی کرده‌است.